# 毒蛇院子

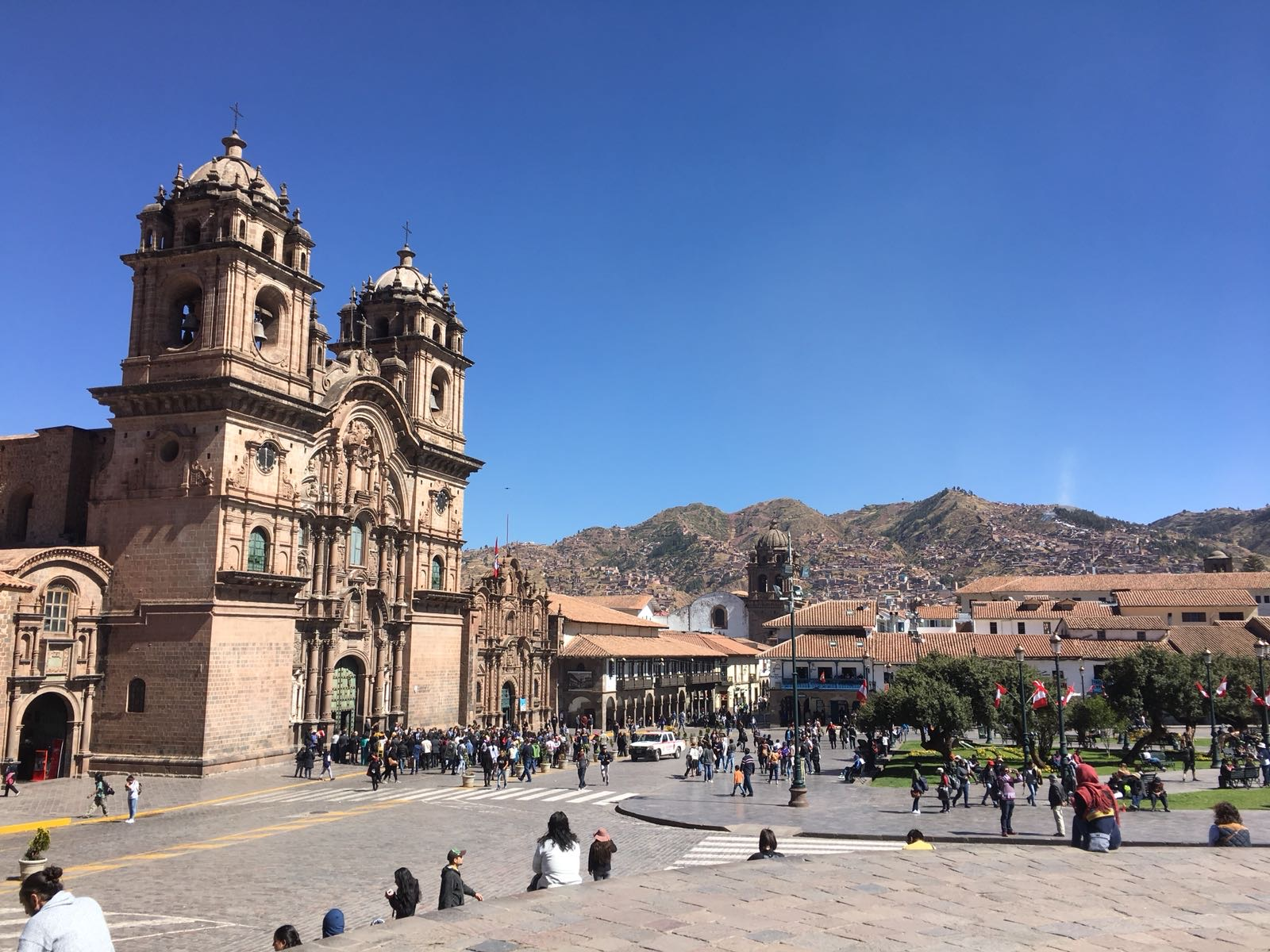

毒蛇院子或大蛇之家（Amarucancha）是秘鲁库斯科的一座印加帝国宫殿的名称，位于市中心的兵器广场（原奥卡帕塔广场 Plaza Aucaypata). 。据一些编年史记载，这里是瓦伊納·卡帕克的宫殿，也是保存蛇的地方，这些蛇是由库拉卡或酋长献给薩帕·印卡（印加君主），以表示敬意。这条凶猛的大蛇，是在征服库斯科以东的安蒂苏尤丛林地区时带来。其主要部分现在是耶稣会教堂。

## 位置
毒蛇院子占据一块四边形区域，周围是兵器广场（奥卡帕塔广场）、大学、耶稣会教堂、洛雷托圣母小堂、洛雷托街、太阳大道（Avenida El Sol）以及悲伤街（Calle Afligidos）。在这两条道路的拐角处，现在矗立着司法宫（Palacio de Justicia），为库斯科司法区的驻地。毒蛇院子的重要遗迹保存在洛雷托街；东面毗邻圣加大肋纳修道院（Templo y Convento de Santa Catalina，原太阳贞女宫）。

## 名称
《耶稣会通史》（1600年）的作者说，“毒蛇院子”（“大蛇之家”）这个名字非常适合这座建筑，因为这里的一些房间，有石头雕刻的凶猛的大蛇，是印加人征服安第斯（或库斯科以东的安蒂苏尤）带来的。今天，石墙上还有象征性的大蛇雕像。

## 使用
根据印卡·加西拉索·德拉維加的说法，这座巨大的建筑属于印加皇帝瓦伊納·卡帕克；在他死后，属于他的儿子瓦斯卡尔。西班牙人占领印加首都后，开始分配建筑。毒蛇院子的主要部分属于埃尔南多·皮萨罗，这一部分后来交给了耶稣会神父，他们在那里建立了耶稣会教堂。